# Giampiero Ventura
Giampiero Ventura (Gênova, 14 de janeiro de 1948) é um ex-futebolista e treinador de futebol italiano.

## Carreira
Foi treinador do Torino entre 2011 e 2016.

## Seleção Italiana
Seu bom trabalho no Torino o fez ser sondado pela Azurra, em 2016. Assumiu o cargo de treinador da Seleção Italiana após a conclusão da Eurocopa de 2016.Foi demitido em 15 de novembro de 2017, após não conseguir levar a Itália para a Copa do Mundo de 2018.

## Estatísticas como treinador
| Itália | Napoli           | 2004 | 2005 | 34  | 17 | 10 | 7  | 59.8%  |
| Itália | Messina          | 2006 | 2006 | 6   | 1  | 0  | 5  | 16.67% |
| Itália | Hellas Verona    | 2006 | 2007 | 26  | 10 | 8  | 8  | 38.46% |
| Itália | Pisa             | 2007 | 2009 | 81  | 31 | 24 | 26 | 38.27% |
| Itália | Bari             | 2009 | 2010 | 66  | 18 | 16 | 32 | 27.27% |
| Itália | Torino           | 2011 | 2016 | 216 | 85 | 64 | 67 | 49.23% |
| Itália | Seleção Italiana | 2016 | 2017 | 16  | 9  | 4  | 3  | 64.58% |
| Itália | Chievo           | 2018 | 2018 | 4   | 0  | 1  | 3  | 8.33%  |